# هنري جونز (رجل أعمال)
هنري جونز (بالإنجليزية: Henry Jones)‏ هو شخصية أعمال أسترالي، ولد في 19 يوليو 1862 في هوبارت في أستراليا، وتوفي في 29 أكتوبر 1926.